# Ludwika Diana Orleańska
Ludwika Diana Orleańska, fr. Louise Diane d'Orléans, znana też jako: Mademoiselle de Chartres (ur. 27 czerwca 1716, w Palais-Royal, Paryżu – zm. 26 września 1736, w Château d'Issy, w Issy) – księżna de Conti od 1732.
Najmłodsza córka Filipa II Orleańskiego (1674–1723) – regenta Francji i księcia Orleanu, oraz Franciszki Marii (1677–1749) – legitymizowanej córki króla Ludwika XIV. 11 grudnia 1731 miała poślubić księcia Ludwika Franciszka (1717–1776), księcia de Conti. Ponieważ po urodzeniu nie została ochrzczona, 19 stycznia 1732 ochrzcił ją kardynał Armand de Rohan, wielki jałmużnik Francji. Zaręczyny były świętowane 21 stycznia, a następnego dnia w królewskiej kaplicy w Wersalu miał miejsce ślub. 
Ludwika Diana urodziła mężowi dwoje dzieci:
- Ludwika Franciszka Józefa (1734–1814), późniejszego hrabiego de La Marche i ostatniego księcia de Conti,
- dziecko Burbon-Conti (ur. i zm. 1736).

Księżna Conti zmarła we wrześniu 1736, na skutek komplikacji w czasie porodu. Według „Gazet Polskich” miała zachorować na febrę, gdzie w wyniku upuszczenia krwi doszło do poważnego osłabienia organizmu. Jej drugie dziecko, które urodziło się przedwcześnie również zmarło. Została pochowana w kościele Saint-André-des-Arcs.